# باشگاه فوتبال موش چارنتساوان
باشگاه فوتبال موش چارنتساوان (ارمنی: ՖԱ Մուշ Չարենցավան؛ انگلیسی: FC Moush Charentsavan) یک باشگاه فوتبال در شهر چارنتساوان و در استان کوتایک کشور ارمنستان می‌باشد که در لیگ دسته اول فوتبال ارمنستان بازی می‌کرد. زمین خانگی این باشگاه ورزشگاه شهر چارنتساوان بود. 

## تاریخچه
این باشگاه در ۱۹۶۸ میلادی میلادی تأسیس شد اما در سال ۱۹۹۴ میلادی منحل شد و در حال حاضر در سطح فوتبال حرفه‌ای فعالیتی ندارد.

## آمار لیگ
| اتحاد شوروی (۱۹۹۰ – ۱۹۹۱) |                    |     |                                                  |                                                  |                                                  |                                                  |                                                  |                                                  |                                                  |                                                  |      |
| فصل                       | دسته               | سطح | بازی                                             | برد                                              | تساوی                                            | باخت                                             | گل زده                                           | گل خورده                                         | +/-                                              | امتیاز                                           | مکان |
| ۱۹۹۰                      | دسته دوم - منطقه ۲ | ۴   | ۳۰                                               | ۱۲                                               | ۴                                                | ۱۴                                               | ۶۴                                               | ۶۷                                               | -۳                                               | ۲۸                                               | ۱۴.  |
| ۱۹۹۱                      | دسته دوم - منطقه ۲ | ۴   | ۳۸                                               | ۱۰                                               | ۹                                                | ۱۹                                               | ۴۷                                               | ۷۶                                               | -۲۹                                              | ۲۹                                               | ۱۶.  |
| ارمنستان (۱۹۹۲ – ۱۹۹۳)    |                    |     |                                                  |                                                  |                                                  |                                                  |                                                  |                                                  |                                                  |                                                  |      |
| فصل                       | دسته               | سطح | بازی                                             | برد                                              | تساوی                                            | باخت                                             | گل زده                                           | گل خورده                                         | +/-                                              | امتیاز                                           | مکان |
| ۱۹۹۲                      | لیگ دسته اول       | ۲   | ۲۶                                               | ۱۴                                               | ۳                                                | ۹                                                | ۶۰                                               | ۴۰                                               | +۲۰                                              | ۳۱                                               | ۱۰.  |
| ۱۹۹۳                      | لیگ دسته اول       | ۲   | این باشگاه قبل از شروع مسابقه اعلام آمادگی کرد.. | این باشگاه قبل از شروع مسابقه اعلام آمادگی کرد.. | این باشگاه قبل از شروع مسابقه اعلام آمادگی کرد.. | این باشگاه قبل از شروع مسابقه اعلام آمادگی کرد.. | این باشگاه قبل از شروع مسابقه اعلام آمادگی کرد.. | این باشگاه قبل از شروع مسابقه اعلام آمادگی کرد.. | این باشگاه قبل از شروع مسابقه اعلام آمادگی کرد.. | این باشگاه قبل از شروع مسابقه اعلام آمادگی کرد.. | ۹.   |